# 23899 Kornoš
(23899) Kornoš, denumire internațională (23899) Kornos, este un asteroid din centura principală de asteroizi.

## Descriere
23899 Kornoš este un asteroid din centura principală de asteroizi. A fost descoperit pe 17 septembrie 1998 la Stația Anderson Mesa în cadrul programului LONEOS. Asteroidul prezintă o orbită caracterizată de o semiaxă mare de 2,70 ua, o excentricitate de 0,14 și o înclinație de 13,2° în raport cu ecliptica.